# Juan María Guelbenzu
Juan María Guelbenzu Fernández (Pamplona, 27 de diciembre de 1819 — Madrid, 8 de enero de 1886) fue un compositor, pianista, organista, y profesor de piano español de destacable importancia dentro de la sociedad madrileña del siglo XIX. 

## Biografía
En la Pamplona del siglo XIX, se comenzaba a vertebrar una efervescente escena musical, a través de los teatros, las temporadas anuales de ópera y zarzuela, los conciertos en los cafés, y la creación de instituciones como el Orfeón Pamplonés en 1865, la Escuela de Música Municipal en 1858, y la orquesta de Santa Cecilia en 1879. Este desarrollo, que no quedó relegado únicamente a la capital navarra, sino que se expandió al resto de la provincia, fomentó que en el panorama musical español del momento, resonasen nombres de músicos navarros como Hilarión Eslava, Gayarre, Pablo de Sarasate o el propio Juan María Guelbenzu. 
Junto con su padre, José Guelbenzu, que, además de profesor de armonía y de composición, fue un conocido organista de la iglesia de San Nicolás, y de San Saturnino de Pamplona, comienza a recibir sus primeras lecciones de piano. No sería hasta más tarde, cuando viaja a París con la intención de perfeccionar sus estudios de este instrumento, recibiendo clase de compositores como Émile Prudent, Alkan o Zimmermann. 
En su vuelta a España, esta vez a Madrid, compaginaría el cargo de profesor de piano de diferentes miembros de la familia real, con el de organista segundo en la Capilla Real de Madrid. Con relación al primero, sería en 1841 cuando se le ofrece ser profesor de piano de la Reina María Cristina, aceptando el compositor el puesto en 1844 (año en el que llega a Madrid), y sucediéndose así bajo su maestría, figuras como Alfonso XII, Francisco de Asís, e Isabel II entre otros. En lo que respecta al cargo en la Capilla Real, ganaría en 1847 la plaza de organista segundo, ascendiendo a primer organista de la misma, en 1855, tras el fallecimiento de Pedro Albéniz. En relación con el ámbito pedagógico que salía de estas esferas, cabe destacar que impartió clases de piano, a alumnos como Pilar Fernández de la Mora. 
Guelbenzu gozó del protectorado de la reina Isabel II, sin embargo, esto hace que cuando estalla la revolución de 1868, (también conocida como la Gloriosa), ante el destronamiento de la reina, y teniendo en cuenta sus relaciones con la familia real; se vea obligado a marchar ese mismo año de Madrid, instalándose posteriormente entre San Sebastián y Hendaya. Más tarde, volvería a la ciudad de París en la que se formó, y allí, junto a otros exiliados, participó en conciertos de músicos españoles en salas como la Érard. 
No sería hasta la llegada de Amadeo de Saboya a España, que decidió regresar a la capital, y retomar aquellas sesiones de música que realizaba antes de verse obligado a desplazarse. 
Participó en la fundación tanto del grupo La España Musical en 1847 (junto con otros autores como Gaztambide, Saldoni, o Barbieri), como de la sociedad El Orfeo Español en 1854. 
Falleció en Madrid en enero de 1886 a los sesenta y siete años de edad, debido a una tuberculosis que le venía acarreando problemas de salud desde un mes antes. Pocos días después, en la Real Academia de Bellas Artes de San Fernando, se le dedicó una sesión casi al completo a su figura.

## Guelbenzu como intérprete
Muestra de su cultivado recorrido como intérprete, serán las partituras de Mijaíl Glinka que se encuentran en su biblioteca, debido a que acompañó al compositor durante su estancia en España, de 1845 a 1847. También acompañó a otros como Thalberg o Liszt, en concreto a este último, en 1844 en su visita a Madrid. En el ámbito palaciego, ofreció diversos conciertos que tenían lugar en las cámaras particulares del mismo, y también destacó, por las interpretaciones que llevaba a cabo en los conciertos de la Sociedad de Cuartetos de Madrid, de la cual fue uno de los fundadores. 
Respecto a su estilo interpretativo, José María Esperanza y Sola, destacó su capacidad para adaptarse al estilo de los compositores cuyas obras tocaba.

## Labor de difusión

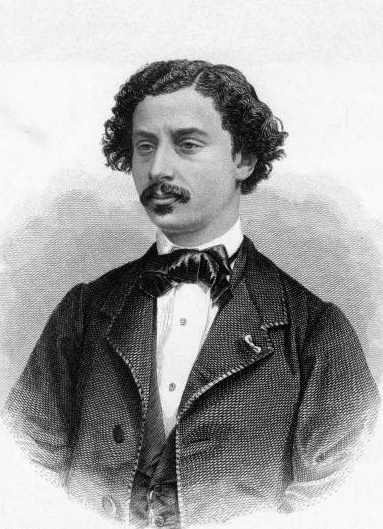
Jesús de Monasterio

Más allá de su faceta compositiva e interpretativa, llevó a cabo una gran labor de difusión en España, de música de cámara clásico-romántica de compositores como Beethoven, Haydn, Mozart o Mendelssohn; esto sería así, gracias a que en 1863, impulsa junto con el violinista Jesús de Monasterio, la denominada Sociedad de Cuartetos de Madrid. La creación de esta asociación, cuyo objetivo principal era mantenerse estable en la difusión de un repertorio, que en aquel momento no resultaba demasiado familiar para los oyentes; tuvo como precedente las reuniones que de manera semanal, agrupaban a importantes músicos en la casa de Guelbenzu. En los conciertos de esta asociación, al que asistirían además de músicos, personajes destacables dentro de la sociedad madrileña, también se pudo escuchar, aunque en menor medida, a Chopin, a Schubert o Schumann. 
Gran parte de la información que tenemos acerca de estos conciertos, sería gracias a la labor del crítico literario-musical José María de Goizueta, el cual asistía e informaba del repertorio que se tocaba, de las reacciones del público, de las interpretaciones, etc. 
A pesar del importante papel, que ejerció la sociedad en la visibilización de esta música desde su fundación, debido a la reiteración del repertorio que se interpretaba, en la década de los ochenta se produjo una disminución notable en la audiencia. 

## Guelbenzu como compositor

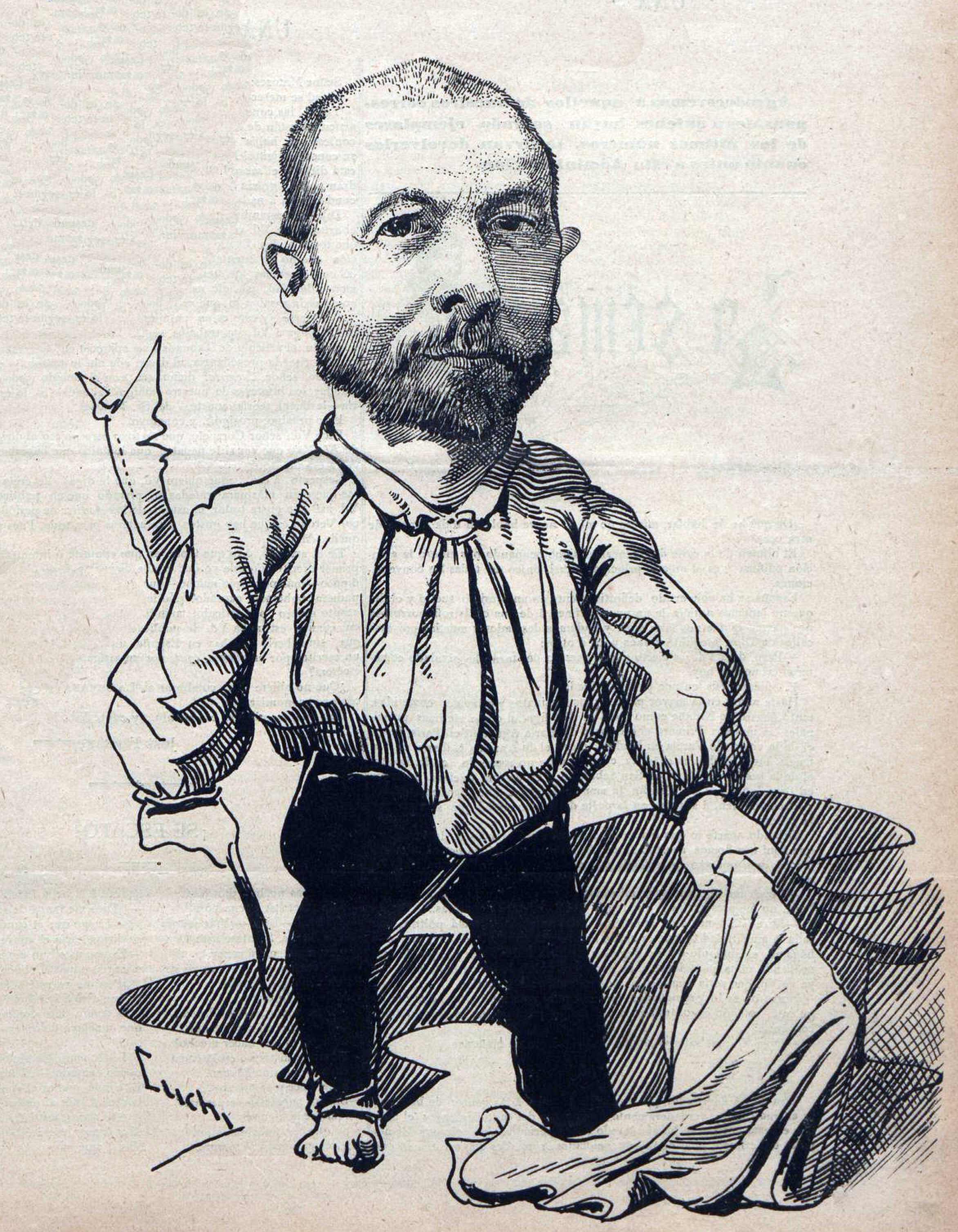
El compositor y crítico musical Antonio Peña y Goñi

En lo relativo a su producción compositiva, creó un conjunto reducido de obras para piano y de música de cámara, que se podrían entender dentro del estilo romántico. Estas obras gozaban de un carácter intimista, y entre ellas se pueden mencionar, su habanera Mamita, u otras que se pueden encontrar en el catálogo de la Biblioteca Nacional de España, como En la Soledad, Romanza sin palabras, la polka Rio Frio, varios zortzicos, o valses. En relación con los zortzicos, sabemos que los interpretó junto a su Recuerdo Vascongado, (el cual estaría dedicado a su amigo Marcial del Adalid), en febrero de 1872, para un concierto privado en el Conservatorio de Madrid. Acerca de esta interpretación, el compositor y crítico musical Antonio Peña y Goñi, argumentó que en ellos estaría “la melancolía de la música popular vascongada”. 
En el siglo XIX, el piano era uno de los instrumentos que había ganado más importancia en España, encontrándose sobre todo en los salones. En este sentido, Guelbenzu consiguió ser recibido como uno de los compositores de piano españoles, más importantes de siglo XIX junto con otros como Marcial del Adalid o Santiago de Masarnau, mencionándosele en numerosos tratados musicales y revistas, además de en los Episodios Nacionales de Benito Pérez Galdós. 

## Catálogo de obras
Actualmente, es la Biblioteca Nacional de España (BNE) la que conserva la biblioteca personal de Guelbenzu, la cual comenzaría previamente su padre. En ella, podemos encontrar música española coetánea al compositor, ópera italiana, ediciones francesas de Chopin, y en mayor medida repertorio clásico-romántico germánico. Este último sería, el que Juan María Guelbenzu, interpretaba con mayor frecuencia dentro de los conciertos que organizaba la Sociedad de Cuartetos de Madrid. 
También podemos encontrar, dentro de su biblioteca, composiciones propias entre las que figuran:

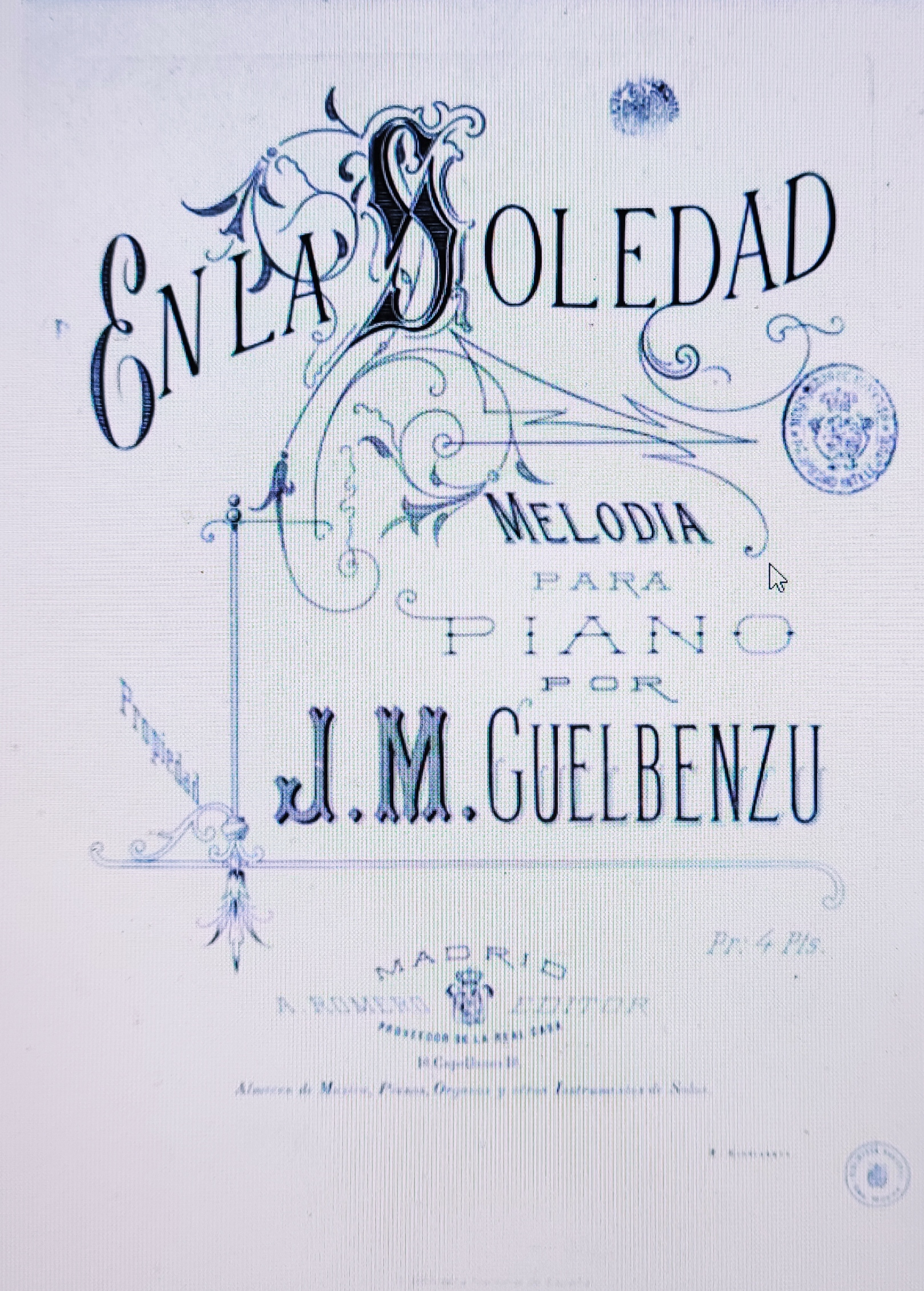
En la Soledad de Juan María Guelbenzu

| Título                                   | Fecha | Observaciones              |
| Venus                                    | 1849  | polka- mazurka             |
| Tres valses                              | 1850  |                            |
| [Introducción, marcha y trío para piano] | 1850  |                            |
| [Misa en sol menor] [Agnus Dei]          | 1850  |                            |
| [Melodía para piano]                     | 1850  |                            |
| Rio Frio                                 | 1850  | polka                      |
| [Vals español]                           | 1850  |                            |
| Romanza sin palabras                     | 1850  |                            |
| Recuerdo                                 | 1850  | melodía                    |
| Himno a la Virgen de la Almudena         | 1850  |                            |
| No sé por qué te amé                     | 1850  |                            |
| [Introducción y marcha]                  | 1850  |                            |
| Barcarola                                | 1850  |                            |
| 3 melodías                               | 1850  | para piano                 |
| [Música para piano]                      | 1854  |                            |
| Nocturno duetto                          | 1855  | para pianoforte            |
| Recuerdo andaluz                         | 1855  | serenata para piano        |
| Vals melódico para piano                 | 1863  |                            |
| Guipúzcoa                                | 1863  | 2 zortzicos para piano     |
| La velada del recluta                    | 1865  | marcha nocturna para piano |
| Recuerdo vascongado                      | 1872  | para piano                 |
| Obras póstumas                           | 1886  |                            |
| En la soledad                            | 1886  | melodía para piano         |

## Grabaciones de su obra
Serán escasas las grabaciones que se han llevado a cabo en relación con su obra, sin embargo, la Sociedad Española de Musicología (SEdeM) habría incluido su repertorio en varios álbumes.  
1. Romanza para violonchelo y piano. Interpretada por Ángel García Jermann al violonchelo, y Kenedy Moretti al piano, fue incluida dentro del álbum "Melodías, Romanzas y Nocturnos para violonchelo y piano" que publicó la SEdeM en 2013.
2. Mamita (Habanera). Interpretada por el pianista Miguel Ángel Castro, fue incluida en el álbum "Maestros del piano romántico español" que publicó la SEdeM en 2009.
3. En la Cuna: Canto para Mi Hijo. Interpretada por la pianista Ana Vega-Toscano, fue incluida en el álbum "El piano en el salón romántico" que publicó la SEdeM en 1999.
4. Romanza sin palabras. Interpretada por la pianista Ana Vega-Toscano, fue incluida en el álbum "El piano en el salón romántico" que publicó la SEdeM en 1999.

## Distinciones honoríficas
- En 1873, fue nombrado miembro de la Real Academia de Bellas Artes de San Fernando, en cuya sección de música participó junto con otros como Barbieri o Hilarión Eslava.

- Alfonso XII le concedería la cruz de la Orden de Isabel la Católica, y también contó con la condecoración de la Orden de Nuestra Señora de la Concepción de Villaviciosa.